# Chiesa di Sant'Antonio Abate (Mendrisio)
La chiesa di Sant'Antonio Abate è un edificio religioso quattrocentesco che si trova nel quartiere di Genestrerio, a Mendrisio.

## Storia
Sebbene sia sorta probabilmente nel XV secolo in stile rinascimentale, la chiesa fu menzionata per la prima volta nel 1578 e acquisì i diritti parrocchiali nel 1599. L'edificio, tuttavia, subì nel corso dei secoli diversi interventi, visibili nella stratificazione degli stili architettonici: fra il 1651 e il 1689, in contemporanea con la modifica dell'orientamento, fu rimodellata secondo il gusto barocco allora in voga e nel 1860, con l'aggiunta del coro, opera di Luigi Fontana, subì una modifica in stile neoclassico. Nel XVIII secolo furono realizzati gli affreschi illusionistici in facciata, ora conservati solo parzialmente. Le campane furono realizzate nel 1792 da Francesco Antonio Bianchi. Nel 1811 la chiesa acquisì un organo secentesco, ma un incendio, il 23 agosto 1987, lo distrusse: l'attuale organo, acquistato dalla chiesa nel 1994, fu costruito nel 1961 da Enrico Girardi. 
Nel 1967 un'indagine archeologica esplorò la parte sottostante la sagrestia. 
L'incendio dell'1987 coinvolse gran parte della chiesa e rese necessari importanti lavori di ristrutturazione che culminarono nel 2003 con la costruzione della nuova facciata in pietra rossa di Verona su disegno dell'architetto ticinese Mario Botta. Il portale in bronzo, invece, è opera di Selim Abdullah, e risale al novembre 2008.

## Descrizione

### Esterni
La facciata, con struttura portante in calcestruzzo armato e rivestimento in blocchi di pietra rossa di Verona a spacco, è opera dell'architetto Mario Botta. Il progetto risale al 1999, successivo all'incendio del 1987 in cui la chiesa fu devastata, ed è stata ultimata nel 2003.

### Organo a canne
Sulla cantoria lignea in controfacciata, si trova l'organo a canne, costruito tre il 1958 e il 1961 da Enrico Girardi e terminato ditta Tamburini. Lo strumento, a trasmissione integralmente elettrica, ha tre tastiere di 58 note ciascuna ed una pedaliera concavo-radiale di 30. Dispone di 12 registri.